# Vangueriopsis gossweileri
Vangueriopsis gossweileri är en måreväxtart som beskrevs av Robyns. Vangueriopsis gossweileri ingår i släktet Vangueriopsis och familjen måreväxter. Inga underarter finns listade i Catalogue of Life.